# Saint-Pourçain-sur-Sioule
Saint-Pourçain-sur-Sioule là một xã trong tỉnh Allier, thuộc vùng hành chính Auvergne-Rhône-Alpes của nước Pháp, có dân số là 5266 người (thời điểm 1999). Xã nằm phía tây-bắc của Vichy, nổi tiếng vì rượu vang ở đây: Saint-Pourçain.

## Nhân khẩu học
| 1962  | 1968  | 1975  | 1982  | 1990  | 1999  |
| ----- | ----- | ----- | ----- | ----- | ----- |
| 4.799 | 5.088 | 5.345 | 5.199 | 5.159 | 5.266 |